# Эпископи

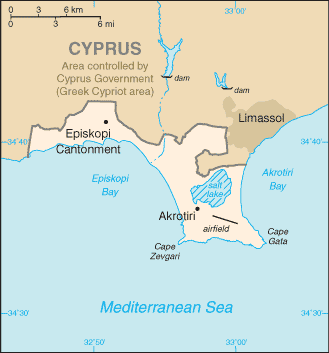
Епископи на карте Акротири

Эпископи (англ. Episkopi Cantonment) — административный центр Акротири и Декелия, территорий, находящихся на Кипре, на которых располагаются британские военные базы. Расположен на берегу одноимённого залива.
Эпископи основан в 1953 году в западной части Акротири, ещё до объявления независимости Кипра. Именно в Эпископи чаще всего проходят демонстрации греков-киприотов, протестующих против расположения на острове военных баз.
На Кипре есть ещё две деревни с названием Эпископи — в районе Лимасол и в районе Пафос.
Есть одноимённая греческая фирма по выращиванию фруктов киви.